# Феррерс, Элизабет, 6-я баронесса Феррерс из Гроуби
Элизабет де Феррерс (англ. Elizabeth de Ferrers; приблизительно 1419 — приблизительно 23 января 1483) — английская аристократка, 6-я баронесса Феррерс из Гроуби в своём праве (suo jure) с 1445 года. Жена Эдуарда Грея и сэра Джона Буршье.

## Биография
Элизабет Феррерс принадлежала к знатному англо-нормандскому роду, представители которого носили титул графов Дерби в 1138—1266 годах. Она была единственным ребёнком Генри де Феррерса и Изабель Моубрей, внучкой Уильяма де Феррерса, 5-го барона Феррерса из Гроуби, и Томаса Моубрея, 1-го герцога Норфолка, и родилась примерно в 1419 году. Генри умер молодым между 1419 и 1422 годами или в 1425 году. Его вдова вышла замуж во второй раз, за Джеймса Беркли, 1-го барона Беркли, и родила ещё семерых детей (в их числе был Уильям Беркли, маркиз Беркли).
В 1426 году совсем юную Элизабет выдали за Эдуарда Грея, второго сына Реджинальда Грея, 3-го барона Грея из Ратина. В 1445 году, после смерти деда, она унаследовала обширные владения в ряде графств Центральной и Восточной Англии (в первую очередь в Лестершире, Уорикшире и Саффолке) и стала баронессой Феррерс из Гроуби в своём праве (suo jure). Поскольку женщины не могли заседать в парламенте, вместо Элизабет туда вызывали в качестве лорда Феррерса из Гроуби её мужа; первый такой вызов датирован 14 декабря 1446 года. После смерти матери в 1448 году Эдуард стал ещё и 6-м бароном Эстли.
В браке Элизабет Феррерс и Эдуарда Грея родились:
- Джон (1435 — 17 февраля 1461), 7-й барон Эстли с 1457 года[5];
- Эдуард (умер 14 октября 1492), 1-й барон Лайл с 1475 года, 1-й виконт Лайл с 1483 года[6];
- Реджинальд (умер 31 декабря 1460);
- Энн, жена сэра Эдуарда Хангерфорда;
- Маргарет, жена сэра Роберта де Грейстока.

В 1457 году Эдуард умер. Старший из сыновей Элизабет, Джон, погиб в феврале 1461 года во второй битве при Сент-Олбансе, где сражался на стороне Ланкастеров. 2 мая 1462 года баронесса вышла замуж во второй раз — за сэра Джона Буршье, четвёртого сына Генри Буршье, 1-го графа Эссекса. Этот брак остался бездетным, Джон пережил жену и до её смерти заседал в парламенте как барон Феррерс из Гроуби.
Бывшая сноха баронессы, Элизабет Вудвилл, стала в 1464 году женой короля Англии Эдуарда IV. В результате старший внук Элизабет Буршье, Томас Грей, стал единоутробным братом наследника престола, получил титулы сначала графа Хантингдона, а потом маркиза Дорсета. Элизабет умерла в январе 1483 года, после чего Томасу отошёл и титул барона Феррерса из Гроуби.